# بولدر کریک (کالیفرنیا)
بولدر کریک (به انگلیسی: Boulder Creek) یک منطقهٔ مسکونی در ایالات متحده آمریکا است که در شهرستان سانتا کروز، کالیفرنیا واقع شده‌است. بولدر کریک ۱۹٫۴۶ کیلومتر مربع مساحت و ۴٬۹۲۳ نفر جمعیت دارد و ۱۴۶ متر بالاتر از سطح دریا واقع شده‌است.